# Feminist Majority Foundation

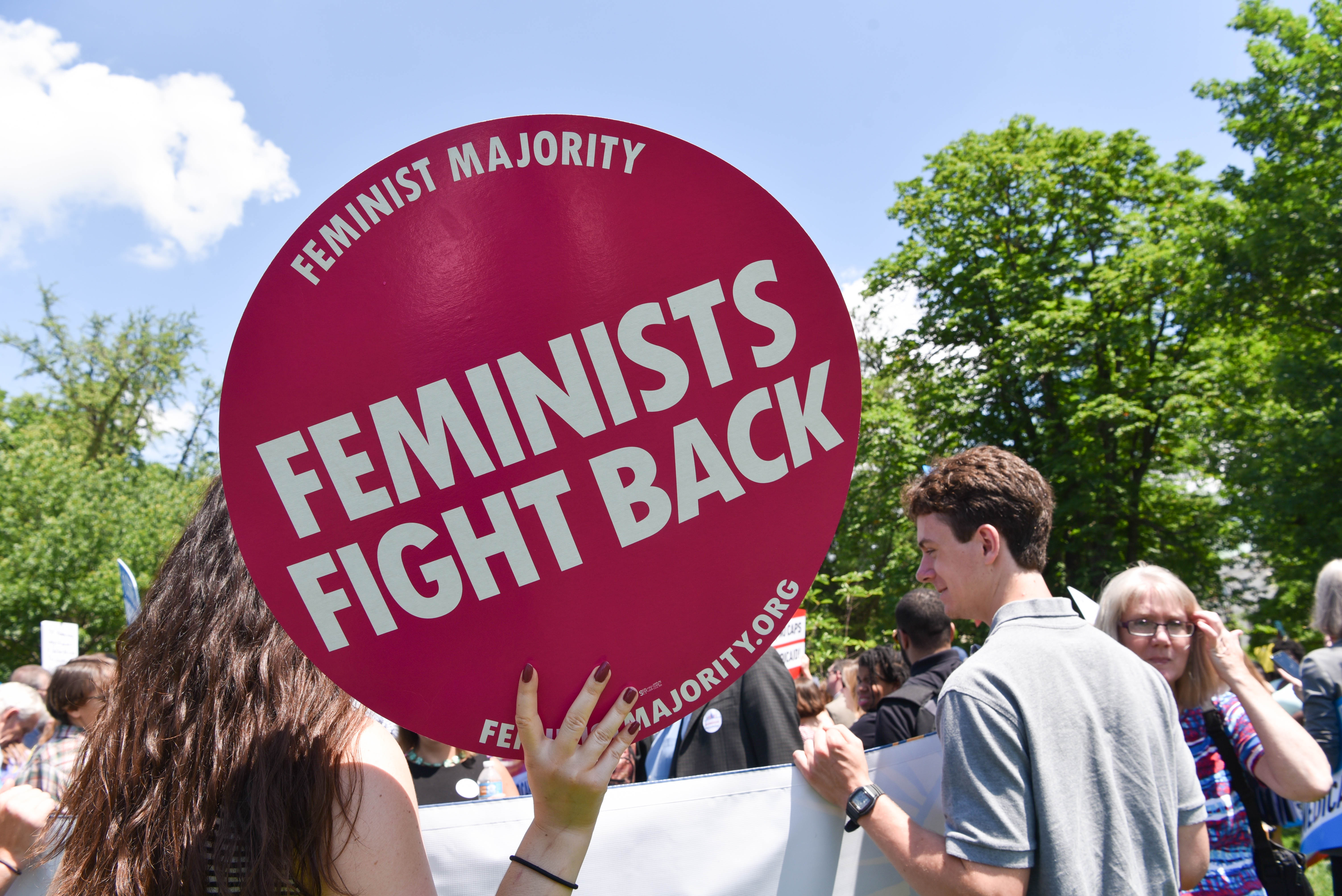
Manifestation du Feminist Majority Foundation du 6 juin 2017

La Feminist Majority Foundation (FMF) est un organisme sans but lucratif américain qui se donne comme mission de faire progresser la non violence, ainsi que le pouvoir, l'égalité et le développement économique des femmes. 

## Histoire
La Feminist Majority Foundation est une foundation 501(c)(3) au sens de la loi fédérale américaine. Son titre est une allusion au sondage mené en 1986 par le magazine Newsweek et Gallup qui a déterminé que 56 % des Américaines se disent féministes. L'une de ses fondatrices, Eleanor Smeal, a choisi ce nom à la suite du sondage, voulant véhiculer l'idée que la majorité des femmes sont féministes.
LA FMF a été fondée en 1987 par Eleanor Smeal, Peg Yorkin (en), Katherine Spillar, Toni Carabillo et Judith Meuli (en). Elle maintient des bureaux à Washington, D.C. et Los Angeles. Sa présidente est Peg Yorkin
Elle publie le magazine Ms. depuis 2001. 